# Ensdorf (Sarre)
Ensdorf é um município da Alemanha localizado no distrito de Saarlouis, estado do Sarre.